# Street money
Le street money (litt. « argent de rue ») ou walking-around money est une tactique politique américaine qui consiste à donner légalement de l'argent à un politicien exerçant un mandat local par l'équipe de campagne d'un candidat à une élection nationale pour s'assurer de son soutien,,,,,.